# 津軽郡 (陸奥国)
- 令制国一覧 > 東山道 > 陸奥国 > 津軽郡
- 日本 > 東北地方 > 青森県 > 津軽郡

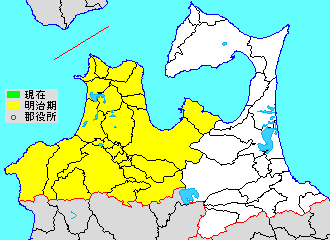
青森県津軽郡の範囲

津軽郡（つがるぐん）は、青森県（陸奥国）にあった郡。

## 郡域
現在の青森市・弘前市・黒石市・五所川原市・つがる市・平川市・東津軽郡・西津軽郡・南津軽郡・北津軽郡・中津軽郡にあたるが、行政区画として画定されたものではない。陸奥国では最も面積の大きい郡で、南は白神山地、北は竜飛岬まで含んだ。

### 隣接していた郡
- 東 - 北郡
- 南 - 出羽国・羽後国山本郡、秋田郡、陸奥国・陸中国鹿角郡

## 歴史

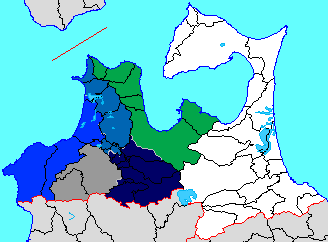
5分割された津軽郡の範囲（南：紺 北：薄青 中：灰色 東：緑 西：青）

1664年（寛文4年）の幕府による朱印改め（『寛文印知』）に際し、弘前藩の津軽信政に対して発行された朱印状で「津軽郡」との表記が見える。これは、それまで津軽地方にあった平賀郡・鼻和郡・田舎郡の3郡を庄とし、3庄を統括する郡として発足したものである。

### 近代以降の沿革
所属町村の変遷は東津軽郡#郡発足までの沿革、西津軽郡#郡発足までの沿革、南津軽郡#郡発足までの沿革、北津軽郡#郡発足までの沿革、中津軽郡#郡発足までの沿革をそれぞれ参照
- 「旧高旧領取調帳」に記載されている明治初年時点での支配は以下の通り。城下町は便宜的に1町として数える。（4町873村）
  - 後の東津軽郡域（1町165村） - 弘前藩（1町137村）、黒石藩（28村）
  - 後の西津軽郡域（1町220村） - 弘前藩
  - 後の南津軽郡域（1町195村） - 弘前藩（173村）、黒石藩（1町22村）
  - 後の北津軽郡域（159村） - 弘前藩
  - 後の中津軽郡域（1町134村） - 弘前藩
- 明治4年
  - 7月14日（1871年8月29日） - 廃藩置県により弘前県、黒石県の管轄となる。
  - 11月2日（1871年12月13日） - 第1次府県統合により青森県の管轄となる。
- 1878年（明治11年）10月30日 - 郡区町村編制法の青森県での施行により、津軽郡のうち、青森町ほか1町137村の区域に東津軽郡が、鯵ヶ沢町ほか1町110村の区域に西津軽郡が、黒石町ほか1町178村の区域に南津軽郡が、五所川原村ほか109村の区域に北津軽郡が、弘前城下ほか1町114村の区域に中津軽郡がそれぞれ行政区画として発足。同日津軽郡消滅。